# Pinang Ratus
Pinang Ratus is een bestuurslaag in het regentschap Simalungun van de provincie Noord-Sumatra, Indonesië. Pinang Ratus telt 2038 inwoners (volkstelling 2010).